# Paul Duchesnay
Paul Duchesnay (* 31. Juli 1961 in Metz) ist ein ehemaliger französischer Eiskunstläufer, der im Eistanz startete.

## Biografie
Paul Duchesnay wurde mit seiner Schwester Isabelle Duchesnay 1991 Weltmeister im Eistanzen. Die Geschwister wuchsen in Kanada auf, hatten jedoch Probleme im kanadischen Eiskunstlauf-Verband und traten deshalb für Frankreich an. Das Paar startete für den Klub Club Patinage Artistique Paris. Ihr Trainer war Martin Skotnický, daher trainierten sie häufig in Oberstdorf. An der Choreografie arbeitete oft auch Christopher Dean mit.
Den eigentlichen Durchbruch schafften die Geschwister Duchesnay durch den Dschungel-Tanz, die Kür von 1988. Selbst Preisrichter ließen sich von der ungewöhnlichen Choreografie mitreißen. Das Publikum feierte diese Darbietung frenetisch. Der Rückstand aus dem Pflichtprogramm war zwar zu groß, um zu gewinnen, aber diese Kür führte zur ersten internationalen Medaille für die Duchesnays bei den Europameisterschaften 1988.
Bei den Olympischen Winterspielen 1992 waren sie Favoriten. Die Duchesnays konnten jedoch gegen die 1991 entthronten Weltmeister Marina Klimowa und Sergej Ponomarenko mit deren innovativer Bach-Kür 1992 nicht gewinnen.
Noch 1992 wurden Isabelle und Paul Duchesnay Profis. Sie mussten das Eiskunstlaufen wegen einer schweren Rückenverletzung Paul Duchesnays 1996 beenden. Paul Duchesnay arbeitet heute als Eiskunstlauftrainer, im Wesentlichen in den USA.

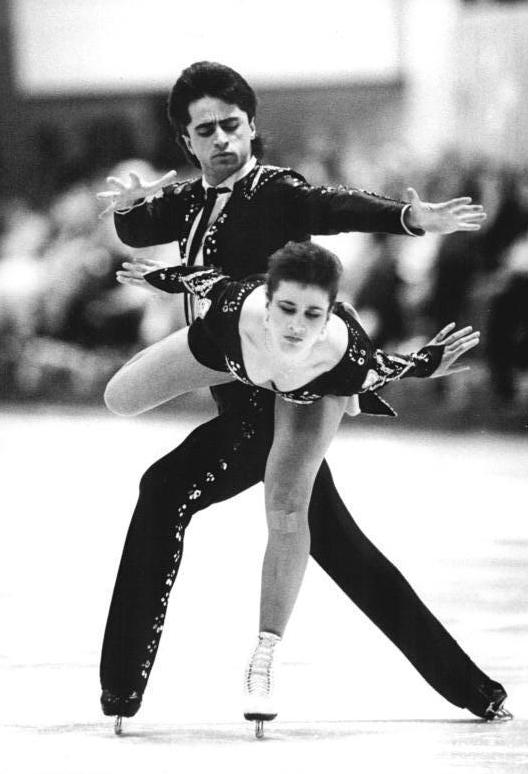
Paul und Isabelle Duchesnay beim Schaulaufen in Ost-Berlin, 1989

## Ergebnisse

### Eistanz
(mit Isabelle Duchesnay)
| Wettbewerb / Jahr            | 1985 | 1986 | 1987 | 1988 | 1989 | 1990 | 1991 | 1992 |
| ---------------------------- | ---- | ---- | ---- | ---- | ---- | ---- | ---- | ---- |
| Olympische Winterspiele      |      |      |      | 8.   |      |      |      | 2.   |
| Weltmeisterschaften          |      | 12.  | 9.   | 6.   | 3.   | 2.   | 1.   |      |
| Europameisterschaften        |      | 8.   | 5.   | 3.   |      | 3.   | 2.   |      |
| Französische Meisterschaften |      | 1.   | 1.   |      |      | 1.   | 1.   |      |
| Kanadische Meisterschaften   | 3.   |      |      |      |      |      |      |      |